# УТСА Роадраннерс (баскетбол)
УТСА Роадраннерс (англ. UTSA Roadrunners) — баскетбольная команда, представляющая Техасский университет в Сан-Антонио в первом баскетбольном мужском дивизионе NCAA. Располагается в Сан-Антонио (штат Техас). Домашние матчи проводит в «Конвокейшн-центре». Первоначально команда выступала как независимая, но в 1986 году вошла в состав конференции Atlantic Sun, а перед сезоном 1991/92 перешла в конференцию Southland. В настоящее время команда выступает в конференции США (C-USA).
УТСА четыре раза становилась победителем конференции и трижды победителем регулярного чемпионата конференции. Команда четыре раза выходила в турнир NCAA. В 2011 году «Роадраннерс» в турнире NCAA победили чемпиона конференции SWA «Алабаму Стэйт» со счётом 70:61. Эта победа стала первой в истории университета в турнире NCAA среди всех спортивных программ учебного заведения.

## Статистика выступлений в турнире NCAA
«Роадраннерс» четыре раза участвовали в турнире NCAA.
| Год  | Раунд                       | Оппонент                  | Результат/Счёт  |
| ---- | --------------------------- | ------------------------- | --------------- |
| 1988 | Первый раунд                | Иллинойс                  | П 72-81         |
| 1999 | Первый раунд                | Коннектикут               | П 66-91         |
| 2004 | Первый раунд                | Стенфорд                  | П 45-71         |
| 2011 | Раунд открытия Первый раунд | Алабама Стэйт Огайо Стэйт | В 70-61 П 46-75 |

## Достижения
- Участие в NCAA: 1988, 1999, 2004, 2011
- Победители турнира конференции: 1988, 1999, 2004, 2011
- Победители регулярного чемпионата конференции: 1991, 1992, 2004